# Сваг

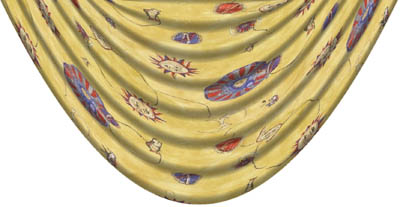
Симметричный свэг

Сваг — элемент текстильного декорирования. Чаще всего применяется как часть шторного дизайна. Представляет собой специальным образом присборенный кусок ткани, один или два края которого свободно провисают.

## Типы свагов
Выделяют следующие элементы свага: левое и правое крылья, провис верхний, провис нижний.
Различают следующие виды свагов:
1. Симметричный сваг — крылья одинаковых размеров, имеют горизонтальную ориентацию и одинаковую высоту.
2. Асимметричный сваг — крылья неодинаковых размеров или находятся на разных уровнях.
3. Сваг с вертикальным крылом — одно из крыльев ориентрировано вертикально.
4. Перекид (открытый сваг) — величина верхнего провиса не равна нулю.

Сваги бывают с подкладкой и без. Нижний край обрабатывают при помощи швов разных видов. Верхний край укладывают в складки при помощи шторной ленты или вручную, закрепляя швом. Часто верхний край свага заключают в специальный тканевой поясок.
Нередко сваги комбинируются с другими элементами шторного дизайна, такими как джаботы и галстуки